# Blanka Paulů
Blanka Paulů (Vrchlabí, Checoslovaquia, 31 de marzo de 1954) es una deportista checoslovaca que compitió en esquí de fondo.
Participó en tres Juegos Olímpicos de Invierno, obteniendo una medalla de plata en Sarajevo 1984, en la prueba de relevo (junto con Dagmar Švubová, Gabriela Svobodová y Květa Jeriová), el sexto lugar en Innsbruck 1976 y el cuarto en Lake Placid 1980, en la misma prueba.
Ganó dos medallas en el Campeonato Mundial de Esquí Nórdico de 1974.

## Palmarés internacional
| Juegos Olímpicos   | Juegos Olímpicos      | Juegos Olímpicos  | Juegos Olímpicos |
| Año                | Lugar                 | Medalla           | Prueba           |
| ------------------ | --------------------- | ----------------- | ---------------- |
| 1984               | Sarajevo (Yugoslavia) | Medalla de plata  | Relevo 4 × 5 km  |
| Campeonato Mundial |                       |                   |                  |
| Año                | Lugar                 | Medalla           | Prueba           |
| 1974               | Falun (Suecia)        | Medalla de plata  | 5 km             |
| 1974               | Falun (Suecia)        | Medalla de bronce | Relevo 4 × 5 km  |